# Myriam Guerrero
Myriam Clemencia Guerrero Toscano (Bogotá, 15 de octubre de 1963) es una exfutbolista y entrenadora de fútbol colombiana, considerada como la pionera del fútbol femenino en el país.
Fue la primera capitana de la selección femenina de mayores de Colombia en el Campeonato Sudamericano Femenino de 1998.

## Trayectoria
Nacida en el sector de Tunjuelito, en Bogotá, estudió Educación Física en la Universidad Pedagógica Nacional, graduándose en 1986, con 23 años de edad. Sus primeros años fueron en el fútbol sala, jugando con la Universidad Ovlast de Molajvko en la Unión Soviética.
Al no existir fútbol profesional femenino en Colombia, hizo parte en 1991 de la primera selección femenina de Bogotá, y fue parte de los primeros torneos nacionales interclubes organizados por Difútbol, y el 2 de marzo de 1998 fue la capitana en primer partido internacional de la selección femenina de mayores de Colombia en el Campeonato Sudamericano Femenino de 1998, que terminó en victoria 4-1 sobre Venezuela.
Myriam Guerrero volvió a la selección como técnica para el Campeonato Sudamericano Femenino de 2003, donde la 'Tricolor' alcanzó por primera vez el cuadrangular final, terminando en tercera posición.

## Estadio Myriam Guerrero

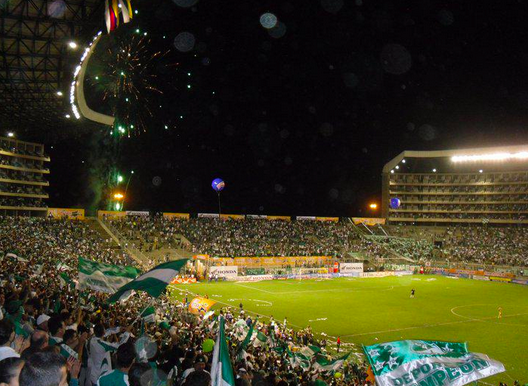
Estadio Deportivo Cali en Palmira, Valle del Cauca.

Con motivo de la disputa del partido de vuelta de la final de la Liga Femenina 2021 entre Deportivo Cali e Independiente Santa Fe, el 12 de septiembre de 2021, el Estadio Deportivo Cali cambió temporalmente su nombre por el de Estadio Myriam Guerrero, en homenaje a todo el fútbol femenino de Colombia. Asimismo, se buscó con el reconocimiento ser ejemplo para que en Latinoamérica se sumen al movimiento que busca generar más estadios con nombres de figuras y personalidades femeninas para que sean bandera en la lucha por la igualdad de género.